# Опора (конструкція)

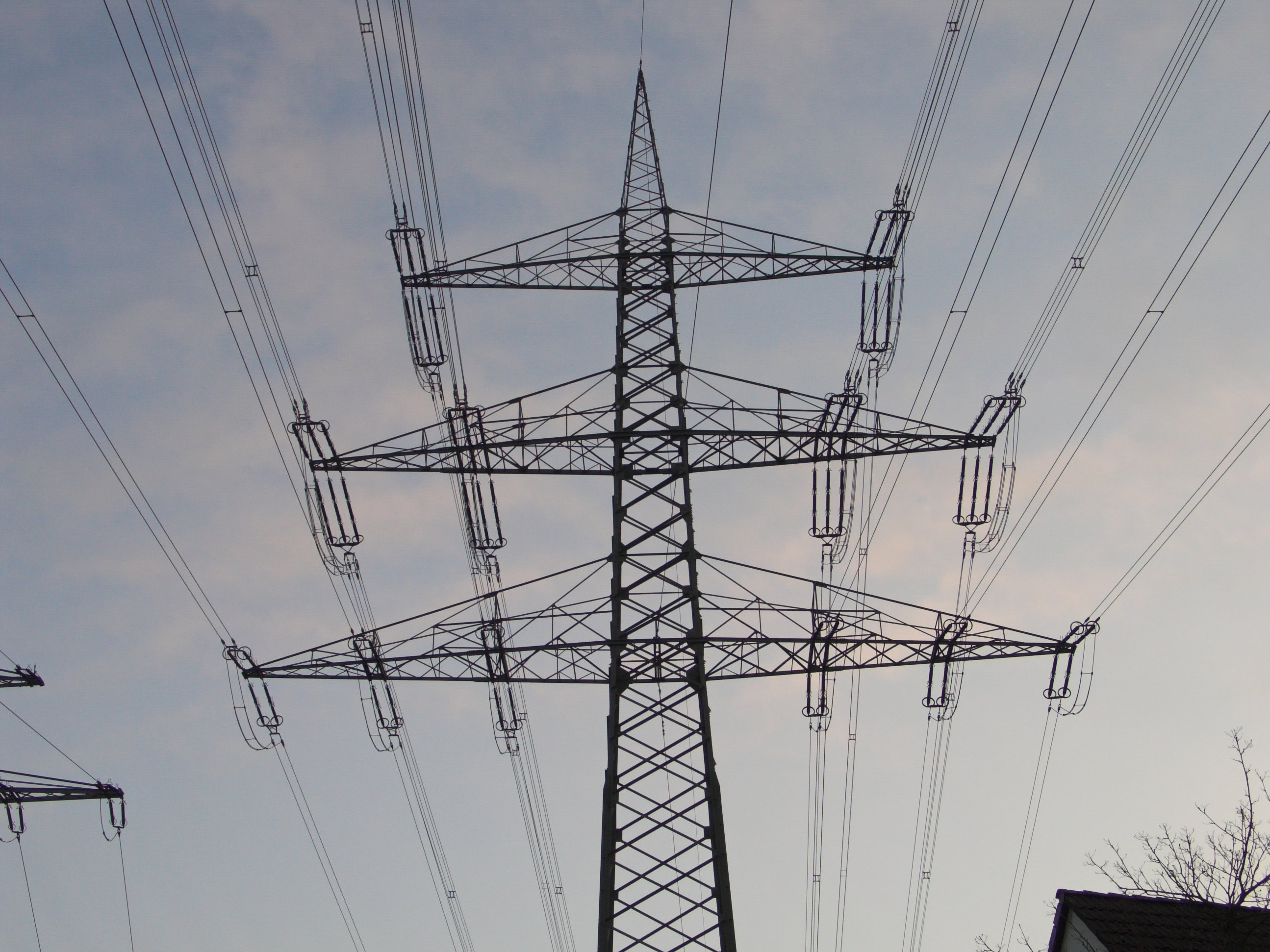
Опора лінії електропередавання.

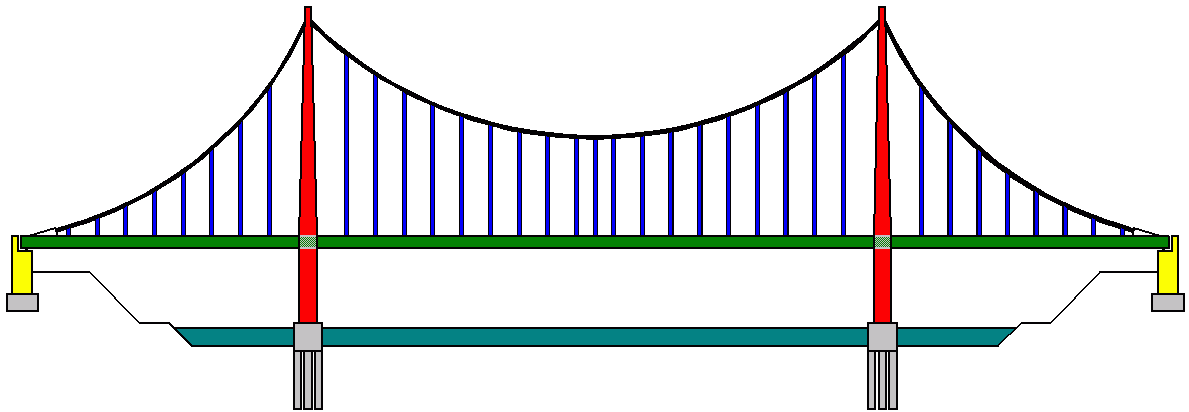
Опори мосту: берегові опори — жовті; бики — червоні.

Опо́ра, підпо́ра — споруда або частина споруди, що служить для тримання та закріплення тримальних конструкцій. Основне завдання — передавання зусилля від однієї частини будови, до іншої або на фундамент. Використовувані конструкції й матеріали опор можуть бути різними в залежності від величини й характеру переданих зусиль.
В будинках опорами балок і ферм служать, наприклад, колони, опорні стіни, вертикальні стояки, опорами арок і рам — найчастіше фундаменти. Опорами прогонових будов мостів є бики (проміжні опори) і стояни (берегові опори), а також понтони, човни тощо. Спеціальні стовпи і щогли, закріплені на фундаменті або безпосередньо в ґрунті, служать опорами ліній електропередачі й опорами контактної мережі.